# Juçaral
Juçaral é um distrito do município brasileiro de Cabo de Santo Agostinho, no litoral sul do estado de Pernambuco. De acordo com o Instituto Brasileiro de Geografia e Estatística (IBGE), sua população no ano de 2010 era de 5 784 habitantes, sendo 3.026 homens e 2.758 mulheres. Foi criado pela Lei nº 3, em 7 de dezembro de 1892.

## Clima
O clima do distrito é classificado como tropical, com temperatura média anual é de 23 °C e chuvas concentradas nos meses de outono e inverno, principalmente entre abril e julho.
| Dados climatológicos para Cabo de Santo Agostinho (Juçaral) | Dados climatológicos para Cabo de Santo Agostinho (Juçaral) | Dados climatológicos para Cabo de Santo Agostinho (Juçaral) | Dados climatológicos para Cabo de Santo Agostinho (Juçaral) | Dados climatológicos para Cabo de Santo Agostinho (Juçaral) | Dados climatológicos para Cabo de Santo Agostinho (Juçaral) | Dados climatológicos para Cabo de Santo Agostinho (Juçaral) | Dados climatológicos para Cabo de Santo Agostinho (Juçaral) | Dados climatológicos para Cabo de Santo Agostinho (Juçaral) | Dados climatológicos para Cabo de Santo Agostinho (Juçaral) | Dados climatológicos para Cabo de Santo Agostinho (Juçaral) | Dados climatológicos para Cabo de Santo Agostinho (Juçaral) | Dados climatológicos para Cabo de Santo Agostinho (Juçaral) | Dados climatológicos para Cabo de Santo Agostinho (Juçaral) |
| Mês                                                         | Jan                                                         | Fev                                                         | Mar                                                         | Abr                                                         | Mai                                                         | Jun                                                         | Jul                                                         | Ago                                                         | Set                                                         | Out                                                         | Nov                                                         | Dez                                                         | Ano                                                         |
| ----------------------------------------------------------- | ----------------------------------------------------------- | ----------------------------------------------------------- | ----------------------------------------------------------- | ----------------------------------------------------------- | ----------------------------------------------------------- | ----------------------------------------------------------- | ----------------------------------------------------------- | ----------------------------------------------------------- | ----------------------------------------------------------- | ----------------------------------------------------------- | ----------------------------------------------------------- | ----------------------------------------------------------- | ----------------------------------------------------------- |
| Temperatura máxima média (°C)                               | 28                                                          | 27,8                                                        | 27,6                                                        | 27                                                          | 25,9                                                        | 24,9                                                        | 24,3                                                        | 24,5                                                        | 25,5                                                        | 26,7                                                        | 27,4                                                        | 27,7                                                        | 26,4                                                        |
| Temperatura média (°C)                                      | 24,1                                                        | 24,1                                                        | 23,9                                                        | 23,5                                                        | 22,7                                                        | 21,7                                                        | 21                                                          | 21                                                          | 21,9                                                        | 22,9                                                        | 23,5                                                        | 23,9                                                        | 22,8                                                        |
| Temperatura mínima média (°C)                               | 20,3                                                        | 20,5                                                        | 20,3                                                        | 20,1                                                        | 19,5                                                        | 18,6                                                        | 17,8                                                        | 17,6                                                        | 18,4                                                        | 19,1                                                        | 19,6                                                        | 20,1                                                        | 19,3                                                        |
| Precipitação (mm)                                           | 61                                                          | 81                                                          | 148                                                         | 166                                                         | 192                                                         | 222                                                         | 235                                                         | 120                                                         | 73                                                          | 37                                                          | 33                                                          | 51                                                          | 1 419                                                       |
| Fonte: Climate-Data.org                                     |                                                             |                                                             |                                                             |                                                             |                                                             |                                                             |                                                             |                                                             |                                                             |                                                             |                                                             |                                                             |                                                             |